# Danilo Asconeguy
Danilo Asconeguy (Montevideo, Uruguay, 4 de septiembre de 1986) es un futbolista uruguayo. Juega de defensa y actualmente milita en Club Atlético Progreso de la Primera División de Uruguay

## Clubes
| Club                   | País    | Año           |
| ---------------------- | ------- | ------------- |
| Progreso               | Uruguay | 2006-2008     |
| Peñarol                | Uruguay | 2008-2009     |
| Cerro                  | Uruguay | 2009-2010     |
| Defensor Sporting      | Uruguay | 2010- 2011    |
| Cerro                  | Uruguay | 2011 - 2012   |
| Macará                 | Ecuador | 2013          |
| El Tanque Sisley       | Uruguay | 2013-2015     |
| Deportivo Maldonado    | Uruguay | 2015          |
| Boston River           | Uruguay | 2015–2016     |
| Club Atlético Progreso | Uruguay | 2017-presente |